# Pierre-Victor Continsouza
Pierre-Victor Continsouza, (Tulle, França, 10 de abril de 1872) é um inventor e industrial de cinema francês.

## Biografia
Pierre-Victor Continsouza foi aluno da Escola de Relojoaria de Paris em 1887 e depois empregado na Casa Jules Richard, fabricante de instrumentos de precisão, onde permaneceu até o seu serviço militar em 1893.
Em 1896 ele fundou com René Bünzli a casa Bünzli-Continsouza, que em janeiro de 1898 tornou-se na oficina francêsa de instrumentos de precisão localizada em Paris. Durante esse período a fabrica contruiu principalmente fonógrafos mas também uma câmara e um projetor usando pela primeira vez uma cruz de Malta para a unidade intermitente do filme.
Nos seus negócios sucessivos de mecânica, ele projeta, desenvolve e fabrica materiais para o cinema para várias marcas incluindo a Pathé. Ele torna-se acionista majoritário da companhia Pathé Frères em 1897. Em 1900, a empresa fundiu-se com Pathé Frères e entre 1901 e 1909, as invenções são patenteadas Continsouza em nome da Pathé, que fabrica todos os dispositivos.
Entre os projetos desenvolvidos especial destaque para o projetor "Pathé renforcé" de formato 35 mm lançado em 1905, o "Pathé Kok " de formato 28 mm em 1912, o" Pathé-Baby " de 9.5 mm em 1922 e finalmente o "Pathé Rural" de formato 17.5 mm em 1927.
Por fim fabrica sob a sua própria marca de mecanismos de armamento, e sob o nome de marca MIP (Mecânica Industrial de Precisão), máquinas de costura e projetores de filme 35 e 16 mm.
Uma de suas fábricas foi a Fábrica da Marca, localizada no nordeste de Tulle.
morreu a 16 agosto 1944 em Tulle

## Ligaçao externa
- «Instituição Continsouza e projetores MIP» (em francês)
- «um pioneiro e um genio» (em francês)